# Estação Perus
A Estação Perus é uma estação ferroviária, pertencente à Linha 7–Rubi da CPTM, localizada no distrito de Perus, extremo da Zona Noroeste de São Paulo.

## História
A Estação Perus foi inaugurada pela São Paulo Railway em 16 de fevereiro de 1867. Fazia parte da Estrada de Ferro Santos-Jundiaí.
Seu edifício é o único exemplar remanescente das estações pioneiras da Primeira Fase da companhia, sendo que sua arquitetura é característica do padrão inglês de construções ferroviárias e da introdução de novas técnicas construtivas, estando com suas principais estruturas preservadas. Foi tombado pelo Condephaat em 8 de novembro de 2011. Desde 1994, é administrada pela CPTM.

### Acidentes

#### Acidente entre as estações Caieiras e Perus em 1969
Na manhã de 21 de março de 1969, uma composição que havia partido da Estação Francisco Morato parou entre as estações Caieiras e Perus por conta de um falha elétrica no trem. O maquinista e o chefe da composição solicitaram uma locomotiva diesel com uma equipe de manutenção para rebocar o trem até a estação mais próxima, onde deveria ser feito o reparo.
Entretanto, o conserto da composição foi efetuado ali mesmo, no meio dos trilhos, pelo fiscal de máquinas da ferrovia, Jorge Pilot, que desembarcou de uma litorina que se dirigia até a Estação Jundiaí. Após o conserto o trem voltou a funcionar normalmente e prosseguiu sua viagem, chocando-se 3 minutos depois com a locomotiva diesel da equipe de manutenção que vinha em sentido contrário e que fora acionada inicialmente para efetuar o reparo. No choque morreram cerca de 20 pessoas (segundo a Folha de S. Paulo e Revista Veja), entre elas o fiscal Jorge Pilot, e mais 300 ficaram feridas.

#### Acidente na estação Perus
Às 21h15 do dia 28 de julho de 2000, um trem da série 1100, vindo do Jaraguá com destino a Francisco Morato, estacionou na Estação Perus devido à falta de energia. Uma outra composição da Série 1700 (nº 127), que estava estacionada um pouco depois da Estação Jaraguá (em um trecho de descida) pelo mesmo motivo, na mesma linha do trem que estava parado em Perus, e que já havia sido esvaziada, não conseguiu ficar parada na área de declive entre as estações Jaraguá e Perus devido a uma pane nos freios, percorreu 5,5 quilômetros em oito minutos e colidiu com o trem estacionado em Perus. O acidente deixou nove mortos e 115 feridos e destruiu quase toda a estação Perus.

## Tabela
| Sigla | Estação | Inauguração             | Integração               | Plataformas | Posição    | Notas                       |
| ----- | ------- | ----------------------- | ------------------------ | ----------- | ---------- | --------------------------- |
| PRU   | Perus   | 16 de fevereiro de 1867 | Bilhete Único da SPTrans | Laterais    | Superfície | Estação construída pela SPR |